# L'Oiseau
Pour les articles ayant des titres homophones, voir Loiseau, Loizeau et Loyseau.
Pour les articles homonymes, voir L'Oiseau (chanson), L'Oiseau (film) et Oiseau (homonymie).
L'Oiseau est une œuvre de l'artiste français Vincent Barré. Créée en 1994, il s'agit d'une sculpture en bronze représentant un oiseau, située à Paris, en France.

## Description
L'œuvre est une sculpture de bronze, créée par fonte à la cire directe à la Fonderie de la plaine en Seine-Saint-Denis. Elle représente un oiseau stylisé, très fin et long.
La sculpture repose en partie à l'intérieur d'un socle rectangulaire en pierre, évidé sur une fente au milieu d'un de ses côtés, ce qui « suggère l'échappée d'une gangue ». Cette pierre a comme dimensions 1,08 m de long sur 0,67 m de large, sur 1,75 m de haut. La pierre de Chauvigny a été taillée par Götz Arndt.
Le socle porte, gravée en une ligne sur trois faces, une citation de Buffon : « Le bonheur n'est pas départi également à tous les êtres sensibles. » Enfin un cartel mentionne le nom de l'œuvre et de l'artiste, ainsi que la date de création et le numéro d'inventaire (OCU402).

## Localisation
L'œuvre est placée dans le jardin des plantes, près de l'entrée par la rue Geoffroy-Saint-Hilaire, devant l'entrée de la grande galerie de l'évolution.
Deux autres œuvres datant de la même époque sont installées à proximité : le Poisson de François-Xavier Lalanne et le Cheval de Michel Charpentier.

## Historique
L'œuvre est installée depuis 1994. Elle a été commandée par la Mission interministérielle des grands travaux comme hommage à Buffon, en même temps que Le Poisson et Le Cheval, et réalisée en 1993.